# Карагандинская академия МВД Республики Казахстан
Карагандинская академия Министерства внутренних дел Республики Казахстан имени Баримбека Бейсенова (каз. ҚР ІІМ Б.Бейсенов атындағы Қарағанды академиясы) — высшее учебное заведение в Караганде, в котором подготовка специалистов с высшим юридическим и послевузовским образованием осуществляется по специальности «правоохранительная деятельность».

## История
Карагандинская академия Министерства внутренних дел Республики Казахстан имени Баримбека Бейсенова (ранее Карагандинская высшая школа МВД СССР) образована в 1969 году на базе факультета Московской высшей школы милиции МВД СССР.
Постановлением Правительства РК в 2001 году академии было присвоено имя Баримбека Сарсеновича Бейсенова, первого руководителя этого высшего учебного заведения, который был одним из основателей академии в 1969 году.

## Структура академии

### Институты
- Юридический институт
- Институт повышения квалификации и переподготовки кадров
- Институт послевузовского образования
- Научно-исследовательский институт

### Кафедры
- Кафедра уголовного права и криминологии
- Кафедра физической подготовки
- Кафедра уголовного процесса
- Кафедра административного права и административной деятельности ОВД
- Кафедра криминалистики
- Кафедра технико-криминалистического обеспечения расследования преступлений
- Кафедра оперативно-розыскной деятельности
- Кафедра общеобразовательных дисциплин
- Кафедра военной и тактико-специальной подготовки.
- Кафедра государственно-правовых дисциплин
- Кафедра досудебного расследования преступлений
- Кафедра гражданско-правовых дисциплин
- Кафедра языковой подготовки
- Кафедра педагогики и теории управления

### Подразделения
- Дежурная часть
- Учебно-строевые подразделения
- Отдел планирования, координации и контроля
- Секретариат
- Отдел кадровой работы
- Отдел по воспитательной работе
- Группа финансового обеспечения
- Отдел тылового обеспечения
- Отдела мониторинга и оценки качества образования
- Библиотека
- Специальная библиотека
- Типография
- Отдел организации научно-исследовательской и редакционно-издательской работы
- Учебно-методический отдел
- Отделение языковой политики и информации
- Медицинская часть

## Учебно-материальная база Академии
На сегодняшний день Академия располагает более 20 зданиями, расположенными на земельном участке площадью около 20 га. В Академии имеется почти 70 учебных аудиторий, компьютерных классов, лекционных залов и специальных кабинетов, оборудованных интерактивными досками и мультимедийными проекторами, необходимыми учебно-наглядными пособиями и оборудованием.
Для обучения курсантов тонкостям криминалистической науки построено отдельное здание криминалистического полигона, в котором реалистично воссозданы модели мест преступления — жилая квартира, сберкасса, офис банка, кабинет следователя и др.
В Академии имеется спортивный комплекс, который включает в себя: спортивный зал, плавательный бассейн, зал борьбы и бокса, зал тяжелой атлетики, зал боевых единоборств, открытый стадион с беговой дорожкой.
Также имеются 50-метровый стрелковый тир для стрельбы из боевого оружия, оснащённый соответствующими средствами обеспечения стрельб, и 25-метровый стрелковый интерактивный лазерно-боевой тир, оснащённый мультимедиапроектором, датчиками света и температуры, 4 мониторами, лазерными пистолетами и автоматами.
Курсанты Академии проживают в 2-х пятиэтажных общежитиях на 1000 мест, в которых созданы все условия для проживания и досуга. Для организации питания обучающихся и преподавательского состава имеется двухэтажное здание столовой, обеденный зал которой вмещает до 700 курсантов одновременно, а также уютная офицерская столовая на 100 мест для преподавателей и сотрудников.
На территории Академии расположены жилые дома для проживания сотрудников Академии, магистрантов и докторантов.
Для оказания медицинской помощи курсантам и контроля за санитарно-гигиеническим состоянием территории Академия располагает собственной медико-санитарной частью, в которой имеются: 4 больничные палаты на 16 мест, стоматологический кабинет, кабинет физиотерапии и др.
Кроме того, на расстоянии 37 км от Караганды в посёлке Долинка имеется летний Учебный центр, расположенный на земельном участке в 100 га. Комплекс зданий состоит из учебных корпусов, жилых помещений, столовой, санчасти, бани, складских и технических помещений. Также имеется 100-метровый стрелковый тир для стрельбы из автоматического боевого оружия. В учебном центре регулярно проводятся тактические учения, абитуриенты проходят конкурсный отбор, а курсанты первого курса — «Курс молодого бойца».
Академия обладает библиотекой, общий фонд которой составляет более 300 тысяч изданий. Читальный зал общей библиотеки Академии вместимостью 172 посадочных мест отвечает современным требованиям. В библиотеке создана и оборудована медиатека, которая оснащена 24 компьютерами, соединёнными между собой локальной сетью, где читателям предоставляется бесплатный доступ в Интернет. Также имеется специальная библиотека, располагающая двумя читальными залами, вместимостью 100 посадочных мест.

## Международное сотрудничество в сфере образования
Академией заключены более 20 двусторонних и многосторонних договоров о сотрудничестве, подписанных со многими странами‑участниками СНГ и другими зарубежными странами. Кроме того, Академия входит в ряд международных организаций: Ассоциацию высших учебных заведений министерств внутренних дел (полиции) государств‑участников СНГ, Научно-консультативный совет Совета Министров внутренних дел стран Содружества Независимых Государств, Международную ассоциацию полицейских академий INTERPA.

## Обучавшиеся в академии
Список генералов — выпускников Академии
| №                                                                 | Ф. И. О.                         | Год выпуска | Звание                                              |
| 1                                                                 | Шумов Владимир Георгиевич        | 1972        | генерал-полковник c 2003                            |
| 2                                                                 | Булгакбаев Болатбек Акылбаевич   | 1974        | генерал-майор c 2005                                |
| 3 Мирзакаримов Шеркузи Мирзакаримович 1974 генерал-майор с 2005г. | Бакиев Жаныбек Салиевич          | 1980        | генерал-майор с 2006 г.                             |
| 4                                                                 | Алымбеков Бактыбек Маданбекович  | 1984        | генерал-майор с 2009 г.                             |
| 5                                                                 | Жаппаров Мергенбай Баймендинович | 1995        | генерал-майор с 2014 г.                             |
| 6                                                                 | Искаков Болат Газизович          | 1974        | генерал-майор с 1994 г.                             |
| 7                                                                 | Тумарбеков Мурат Асхатович       | 1974        | генерал-майор с 2002 г.                             |
| 8                                                                 | Кожахметов Канат Оспанович       | 1987        | генерал-майор с 2006 г.                             |
| 9                                                                 | Демеуов Марат Ганович            | 1990        | генерал-лейтенант с 2015 г.                         |
| 10                                                                | Урумханов Мурат Жалелович        | 1985        | генерал-майор с 2015 г.                             |
| 11                                                                | Оразалиев Молдияр Молыбаевич     | 1974        | генерал-майор с 1996 г.                             |
| 12                                                                | Ибраимов Рустам Анварович        | 1974        | генерал-майор с 2002 г.                             |
| 13                                                                | Аюбаев Мейрам Акатович           | 1984        | генерал-майор с 2008 г.                             |
| 14                                                                | Рахимберлин Нурлан Армиевич      | 1981        | генерал-майор с 2010 г.                             |
| 15                                                                | Кожаев Марат Шадетканович        | 1989        | генерал-лейтенант с 2022 г.                         |
| 16                                                                | Нукенов Мараткали Ордабаевич     | 1978        | генерал-майор с 1998г.                              |
| 17                                                                | Приходько Юрий Васильевич        | 1975        | генерал-лейтенант с 2002г.                          |
| 18                                                                | Джалмуханбетов Арман Кенесович   | 1984        | генерал-майор с 2008 г.                             |
| 19                                                                | Аубакиров Амантай Акрамович      | 1984        | генерал-майор с 2010 г.                             |
| 20                                                                | Бактыбаев Жанарбек Тюлебекович   | 1988        | генерал-майор с 2015 г.                             |
| 21                                                                | Байжасаров Булат Зейнуллатович   | 1978        | генерал-майор с 1998 г.                             |
| 22                                                                | Тайжанов Ерлик Серикбаевич       | 1984        | генерал-майор с 2003 г.                             |
| 23                                                                | Суталинов Мурат Абдыбекович      | 1984        | генерал-майор с 2008 г.                             |
| 24                                                                | Байзаков Шейшенбек Калильбекович | 1977        | генерал-майор с 2011 г.                             |
| 25                                                                | Бисенкулов Берик Байбулович      | 1994        | генерал-майор с 2015 г.                             |
| 26                                                                | Узбекгалиев Раимхан Халелович    | 1978        | генерал-майор с 1999 г.                             |
| 27                                                                | Ким Георгий Владимирович         | 1974        | гос.советник юстиции 3 класса с 2005г.              |
| 28                                                                | Билль Валерий Генрихович         | 1986        | генерал-майор с 2013г.                              |
| 29                                                                | Кенжетаев Джан Табылдинович      | 1978        | генерал-майор с 2013 г.                             |
| 30                                                                | Кызылов Мирлан Ахмедиевич        | 1995        | генерал-майор с 2017 г.                             |
| 31                                                                | Соколов Сергей Викторович        | 1974        | генерал-лейтенант с 2000 г.                         |
| 32                                                                | Аманжолов Майдан Молдакашевич    | 1974        | генерал-майор с 1993 г.                             |
| 33                                                                | Джакипов Джениш Илебаевич        | 1976        | генерал-майор с 2008 г.                             |
| 34                                                                | Амиров Мухаран Серикович         | 1980        | генерал-майор с 2013 г.                             |
| 35                                                                | Татубаев Талгат Маратович        | 1997        | высший квалификационный класс 3 категории с 2017 г. |
| 36                                                                | Кулибаев Талгат Аскарович        | 1981        | генерал-майор с 2000 г.                             |
| 37                                                                | Дуйшебаев Кенешбек Асанбекович   | 1978        | генерал-майор с2003г.                               |
| 38                                                                | Сидаш Сергей Иванович            | 1979        | генерал-майор с 2008 г.                             |
| 39                                                                | Тыныбеков Кайрат Сагатханович    | 1993        | генерал-майор с 2013 г.                             |
| 40                                                                | Сулейменов Жанат Куанышевич      | 1984        | генерал-майор с 2018 г.                             |
| 41                                                                | Жумабаев Кеншилик Саттыбаевич    | 1974        | генерал-майор с 2000 г.                             |
| 42                                                                | Досумов Серимжан Толеуович       | 1987        | генерал-майор с 2003 г.                             |
| 43                                                                | Сабиров Алишер Ахмедович         | 1979        | генерал-майор с 2009 г.                             |
| 44                                                                | Билялов Берик Султангазиевич     | 1996        | генерал-майор с 2013 г.                             |
| 45                                                                | Нуриманов Максут Ануарбекович    | 1984        | генерал-майор с 2001 г                              |
| 46                                                                | Гирько Сергей Иванович           | 1979        | генерал-майор с 2002 г.                             |
| 47                                                                | Еркенов Серик Есжанович          | 1975        | генерал-майор с 2004 г.                             |
| 49                                                                | Суваналиев Омурбек Исакович      | 1981        | генерал-майор с 2009 г.                             |
| 50                                                                | Нокин Патрис Кенесович           | 1982        | генерал-майор с 2009 г.                             |
| 51                                                                | Кудебаев Серик Мырзакулович      | 1990        | генерал-майор с 2014 г.                             |
| 52                                                                | Боданов Айвар Жиреншеевич        | 1996        | генерал-майор с 2014 г.                             |

Список докторов наук — выпускников Академии
| 1.  | Абдиров Нурлан Мажитович        | Доктор юридических наук, профессор                                                                                                 |
| 2.  | Абдрахманов Борис Амиржанович   | Доктор юридических наук, профессор                                                                                                 |
| 3.  | Когамов Марат Чекишевич         | Доктор юридических наук, профессор                                                                                                 |
| 4.  | Корзун Игорь Валерьевич         | Доктор юридических наук, профессор                                                                                                 |
| 5.  | Смагулов Асылбек Айжарыкович    | Доктор юридических наук, профессор                                                                                                 |
| 6.  | Татарян Владлен Гайкович        | Доктор юридических наук, профессор                                                                                                 |
| 7.  | Акимжанов Талгат Курманович     | Доктор юридических наук, профессор                                                                                                 |
| 8.  | Ахпанов Арстан Нокешевич        | Доктор юридических наук, профессор                                                                                                 |
| 9.  | Кулибаев Талгат Аскарович       | Доктор юридических наук |
| 10. | Мауленов Газис Сырбаевич        | Доктор юридических наук, профессор                                                                                                 |
| 11. | Токубаев Зайролла Сембаевич     | Доктор юридических наук, профессор                                                                                                 |
| 12. | Тузельбаев Ергали Ошпанбаевич   | Доктор юридических наук, профессор                                                                                                 |
| 13. | Бакишев Кайрат Алиханович       | Доктор юридических наук, профессор                                                                                                 |
| 14. | Борчашвили Исидор Шамилович     | Доктор юридических наук, профессор, Заслуженный деятель Казахстана, Академик НАЕН РК                                               |
| 15. | Шнарбаев Булатбек Кабдушевич    | Доктор юридических наук, профессор                                                                                                 |
| 16. | Нукенов Мараткали Ордабаевич    | Доктор юридических наук, профессор                                                                                                 |
| 17. | Уканов Казбек Шайпанович        | Доктор юридических наук, профессор                                                                                                 |
| 18. | Ханов Талгат Ахматзиевич        | Доктор юридических наук, профессор                                                                                                 |
| 19. | Гирько Сергей Иванович          | Доктор юридических наук, профессор, Заслуженный деятель науки Российской Федерации                                                 |
| 20. | Еркенов Серик Есжанович         | Доктор юридических наук, профессор                                                                                                 |
| 21. | Нургалиев Бахыт Молдатьяевич    | Доктор юридических наук, профессор, Почетный член Национальной академии наук РК, Действительный член академии естественных наук РК |
| 22. | Онгарбаев Еркин Ануарович       | Доктор юридических наук, профессор                                                                                                 |
| 23. | Шаймуханов Ахметкали Дюсетаевич | Доктор юридических наук, профессор                                                                                                 |
| 24. | Шалабаев Жусуп Аипович          | Доктор политических наук, профессор                                                                                                |
| 25. | Зайцев Олег Александрович       | Доктор юридических наук, профессор, Заслуженный деятель науки Российской Федерации                                                 |
| 26. | Жалмаханов Шапагат Шарапатович  | Доктор филологических наук, профессор                                                                                              |
| 27. | Сарсенбаев Талгат Есеналиевич   | Доктор юридических наук, профессор                                                                                                 |
| 28. | Оспанов Серикжан Джакупович     | Доктор юридических наук, профессор                                                                                                 |
| 29. | Корякин Илья Петрович           | Доктор юридических наук |
| 30. | Арыстанбеков Марат Акытович     | Доктор юридических наук, доцент |

Список докторов PhD — выпусников Академии
| №  | Ф. И. О.                          | Год выпуска | Степень                                          |
| -- | --------------------------------- | ----------- | ------------------------------------------------ |
| 3  | Кусаинов Дархан Шыныбекович       | 2015        | Доктор философии (PhD)                           |
| 1  | Смышляев Александр Сергейевич     | 2015        | Доктор философии (PhD)                           |
| 2  | Токубаев Куандык Зайроллаевич     | 2015        | Доктор философии (PhD)                           |
| 4  | Медиев Ринат Амангельдыевич       | 2015        | Доктор философии (PhD)                           |
| 5  | Кайнар Ерболат Ержанулы           | 2016        | Доктор философии (PhD) ассоциированный профессор |
| 6  | Амангелдиев Дархан Амангельдиевич | 2016        | Доктор философии (PhD)                           |
| 7  | Шегебаева Айгерим                 | 2016        | Доктор философии (PhD)                           |
| 8  | Райбаев Даулет Манарбекович       | 2016        | Доктор философии (PhD)                           |
| 9  | Балгожина Майгуль                 | 2016        | Доктор философии (PhD)                           |
| 10 |                                   |             |                                                  |
|    |                                   |             |                                                  |